# 39-XX
Classificazione delle ricerche matematiche: sezioni di livello 1

00-XX 01 03 05 06 08 | 11 12 13 14 15 16 17 18 19 20 22 | 26 28 30 31 32 33 34 35 37 39 40 41 42 43 44 45 46 47 49 | 
 51 52 53 54 55 57 58 | 60 62 65 68 | 70 74 76 78 | 80 81 82 83 85 86 | 90 91 92 93 94 97-XX
39-XX è la sigla della sezione primaria dello schema di classificazione MSC dedicata alle equazioni alle differenze e alle equazioni funzionali.
La pagina attuale presenta la struttura ad albero delle sue sottosezioni secondarie e terziarie.

## 39-XX
equazioni alle differenze e funzionali
- 39-00 opere di riferimento generale (manuali, dizionari, bibliografie ecc.)
- 39-01 esposizione didattica (libri di testo, articoli tutoriali ecc.)
- 39-02 presentazione di ricerche (monografie, articoli di rassegna)
- 39-03 opere storiche {!va assegnato almeno un altro numero di classificazione della sezione 01-XX}
- 39-04 calcolo automatico esplicito e programmi (non teoria della computazione o della programmazione)
- 39-06 atti, conferenze, collezioni ecc.

## 39Axx
equazioni alle differenze
{per i sistemi dinamici, vedi 37-XX}
- 39A05 teoria generale
- 39A06 equazioni lineari
- 39A10 equazioni alle differenze, additive?

```
        *
39A11
 stabilità ed asintotica delle equazioni alle differenze, soluzioni oscillatorie e periodiche ecc.
```

- 39A12 versione discreta di argomenti di analisi
- 39A13 equazioni alle difference, scaling? (q-differenze) [vedi anche 33Dxx]
- 39A14 equazioni alle differenze parziali
- 39A20 equazioni alle differenze moltiplicative ed altre equazioni alle differenze generalizzate, e.g. del tipo di Lyness
- 39A21 teoria dell'oscillazione
- 39A22 crescita, limitatezza, confronto delle soluzioni
- 39A23 soluzioni periodiche
- 39A24 soluzioni quasi periodiche
- 39A28 teoria della biforcazione
- 39A30 teoreia della stabilità
- 39A33 comportamento complesso (caotico) delle soluzioni
- 39A45 equazioni nel dominio complesso
- 39A50 equazioni alle difference stocastiche
- 39A60 applicazioni
- 39A70 operatori alle differenze [vedi anche 47B39]
- 39A99 argomenti diversi dai precedenti, ma in questa sezione

## 39Bxx
equazioni funzionali e disuguaglianze funzionali
[vedi anche 30D05]
- 39B05 generalità
- 39B12 teoria dell'iterazione, equazioni iterative e composite [vedi anche 26A18, 30D05, 37-XX]
- 39B22 equazioni per funzioni reali [vedi anche 26A51, 26B25]
- 39B32 equazioni per funzioni complesse [vedi anche 30D05]
- 39B42 equazioni con? matrici ed operatori
- 39B52 equazioni per funzioni con domini e/o codomini più generali
- 39B55 additività ortogonali e altre equazioni condizionali
- 39B62 disuguaglianze funzionali, incluse subadditività, convessità ecc. [vedi anche 26A51, 26B25, 26Dxx]
- 39B72 sistemi di equazioni e disuguaglianze funzionali
- 39B82 stabilità, separazione, estensione, ed argomenti correlati [vedi anche 46A22]
- 39B99 argomenti diversi dai precedenti, ma in questa sezione